# إد غارلاند
إد غارلاند (بالإنجليزية: Ed Garland)‏ هو عازف جاز أمريكي، ولد في 9 يناير 1895 في نيو أورلينز في الولايات المتحدة، وتوفي في 22 يناير 1980 في لوس أنجلوس في الولايات المتحدة.

## وصلات خارجية
- إد غارلاند على موقع ميوزك برينز (الإنجليزية)
- إد غارلاند على موقع ديسكوغز (الإنجليزية)